# Айварс Бауманіс
Айварс Бауманіс (лат. Aivars Baumanis; 23 грудня 1937, Рига — 15 серпня 2019, Рига) — латвійський журналіст і дипломат. Постійний представник Латвії при Організації Об'єднаних Націй (1992—1997). Кавалер ордена Трьох зірок (2003).

## Життєпис
Народився 23 грудня 1937 року в Ризі. У 1961 році закінчив юридичний факультет Латвійського державного університету.
Працював кореспондентом і редактором Latvijas Radio, пізніше також у редакції газети «Padomju Jaunatne» та журналу «Liesma». З 1980 по 1988 рік працював у редакції газети «Юрмала» відповідальним секретарем, згодом заступником редактора та редактором газети. Після відновлення незалежності він був головою Спілки журналістів Латвії та головою інформаційного агентства LETA.
15 жовтня 1991 року Айварс Бауманіс обіймав посаду директора політичного департаменту МЗС. 1 січня 1992 року став Постійний представник Латвії при Організації Об'єднаних Націй в Нью-Йорку. З 1998 по 2002 рік Айварс Бауманіс був Надзвичайним і Повноважним Послом Латвії в Республіці Ісландія та Королівстві Данія, за що отримав Державну нагороду Данії за Командорський хрест ордена Даннеброга. З 2002 року і до виходу на пенсію продовжував службу в МЗС Латвії, з 2005 по 2012 рік обіймав посаду голови Кваліфікаційної комісії МЗС Латвії.
Помер 15 серпня 2019 року.